# Rom-Kriterien
Die Rom-Kriterien sind Kriterien zur Diagnose von funktionellen Störungen des menschlichen Verdauungsapparates. Sie werden nach der Delphi-Methode von Experten auf dem Gebiet der Gastroenterologie im Rahmen einer Konsensus-Konferenz in Rom festgelegt.
Die ersten, sogenannten Rom-I-Kriterien, wurden 1992 (Reizdarmsyndrom) beziehungsweise 1994 (andere funktionelle Störungen des Verdauungstrakts), als Ergebnis eines internationalen Treffens von Spezialisten auf dem Feld der Gastroenterologie in Rom, veröffentlicht. 1998 fand ein weiteres Treffen statt, bei dem unter anderem Definitionen und Diagnosekriterien für funktionelle Dyspepsie (Reizmagen) und das Reizdarmsyndrom festgelegt wurden. Die 1999 veröffentlichten Ergebnisse dieses Treffens wurden als Rom-II-Kriterien bezeichnet. Im Jahr 2006 wurden die Kriterien erneut den aktuellen Forschungsergebnissen angepasst und als Rom-III-Kriterien bezeichnet. Die neueste Version der Rom-Kriterien, die Rom-IV-Kriterien, wurde 2016 in gedruckter Form und als Onlineversion veröffentlicht.